# ذو وجوه اثنا عشري عشروني
في الهندسة، ذو الوجوه الاثنا عشري العشروني (بالإنجليزية: Icosidodecahedron) أو الطَّارِمَة الثنائية المبرومة المُخمَّسة (بالإنجليزية: Pentagonal gyrobirotunda) هو متعدد وجوه له عشرون وجهًا مثلثًا واثنا عشر وجهًا مُخمَّسًا. يحتوي ذو الوجوه الاثنا عشري العشروني على 30 رأسًا متطابقًا يلتقي كل منها بمثلثين ومخمسين، و60 حرفً متطابقًا، تفصل كل منها مثلثًا عن مخمس. وعلى هذا النحو، فهو أحد المجسمات الأرخميدية، وبشكل أكثر تحديدًا، متعدد وجوه شبه منتظم.

## إنشاء
إحدى طرق إنشاء ذي الوجوه الاثني عشري العشروني هي البدء بطَارِمَتَين مُخمَّستين وربطهما بقاعدتيهما. تغطي هاتان الطارمتان قاعدتهما المُعشَّرة بحيث يكون لمتعدد الوجوه الناتج 32 وجهًا و30 رأسًا و60 حرفًا. يشبه هذا الإنشاء أحد مجسمات جونسون، وهو ثنائي الطارمة القائمة المخمسة. الفرق هو أن ذا الوجوه الاثني عشري العشروني يُنشَأ عن طريق لَيّ طارمتَيه بمقدار 36 درجة، وهي العملية المعروفة باسم البَرْم، مما يؤدي إلى اتصال الوجه المخمس بالوجه المثلث. لذي الوجوه الاثني عشري العشروني اسم بديل، وهو الطَّارِمَة الثنائية المبرومة المُخمَّسة.
توجد طريقة أخرى لإنشائه، وهي تهذيب عشريني الوجوه أو اثني عشري الوجوه.
تُعطى الإحداثيات ديكارتية الملائمة لرؤوس ذي الوجوه الاثني عشري العشروني ذي حروف الوحدة من خلال التبديلات الزوجية لـ: {\displaystyle (\pm 1,0,0),\qquad {\tfrac {1}{2}}\left(\pm \varphi ,\pm {\tfrac {1}{\varphi }},\pm 1\right)} وفيها {\displaystyle \varphi } يشير إلى النسبة الذهبية.